# تسیشتسا (استان اشوی‌داشکسیه)
تسیشتسا (به لهستانی: Ciszyca) یک منطقهٔ مسکونی در لهستان است که در گمینا کوپژونگتسا واقع شده‌است. تسیشتسا ۳۴۳ نفر جمعیت دارد.